# Harald Koller
Harald Koller (* 29. April 1961) ist ein österreichischer Tischtennis-Nationalspieler aus den 1970er Jahren.

## Werdegang
Harald Koller wurde 1978 Vizestaatsmeister bei den Herren, Juniorenstaatsmeister und österreichischer Jugendmeister sowohl im Doppel mit Hans Christian Kubitschka als auch im Mixed mit Barbara Wiltsche. 1977 vertrat er Österreich bei der Weltmeisterschaft, 1978 wurde er für die Europameisterschaft nominiert. Dabei kam er nie in die Nähe von Medaillenrängen. In der österreichischen Rangliste wurde er 1978 auf Platz vier geführt.
Harald Koller spielte in den Vereinen ATUS Miller Traismauer (bis 1977), SV Raiffeisen Langenlois (1978–1980), UTTC Stockerau, TTV Sierndorf und SC Sitzenberg/Reidling.